# Верхнее Михайловское
Верхнее Михайловское — озеро на территории Сосновецкого сельского поселения Беломорского района Республики Карелии.

## Общие сведения
Площадь озера — 2,2 км². Располагается на высоте 127,8 метров над уровнем моря.
Форма озера продолговатая: оно почти на пять километров вытянуто с северо-запада на юго-восток. Берега каменисто-песчаные, преимущественно возвышенные.
Верхнее Михайловское протокой соединено с озеро Нижним Михайловским, из которого вытекает ручей Хераноя, впадающий с правого берега в реку Нижнюю Охту (в верхнем течении — Козледеги). Нижняя Охта впадает в реку Кемь.
В озере расположено не менее четырёх безымянных островов различной площади.
К северу от озера проходит просёлочная дорога.
Код объекта в государственном водном реестре — 02020001011102000006318.